# Ігорівка (Євпаторійський район)
І́горівка (крим. İgorivka) — село Євпаторійського району Автономної Республіки Крим.